# كاروللتون
كاروللتون (بالإنجليزية: Carrollton)‏ هي مدينة أمريكية تقع في ولاية ألاباما.تبلغ مساحة هذه المدينة 5.4 (كم²)،ويبلغ عدد سكانها 987 نسمة حسب إحصاء سنة 2010 م.تشير الإحصاءات بأن الكثافة السكانية في هذه المدينة تقدر بـ(182.8) نسمة/كم2.

## التركيبة السكانية
حدّد مكتب تعداد الولايات المتحدة بيانات التركيبة السكانية لكاروللتون في تعداد الولايات المتحدة. في ما يلي، التركيبة السكانية حسب تعدادي 2000 و2010.

### تعداد عام 2000
بلغ عدد سكان كاروللتون 987 نسمة بحسب تعداد عام 2000، وبلغ عدد الأسر 384 أسرة وعدد العائلات 279 عائلة مقيمة في البلدة. في حين سجلت الكثافة السكانية 183.1 نسمة لكل كيلومتر مربع (474.2/ميل2). وبلغ عدد الوحدات السكنية 437 وحدة بمتوسط كثافة قدره 81.1 لكل كيلومتر مربع (210.0/ميل2).
وتوزع التركيب العرقي للبلدة بنسبة 53.39% من البيض و44.58% من الأمريكيين الأفارقة و0.10% من الأمريكيين ذوي الأصول الآسيوية و1.93% من عرقين مختلطين أو أكثر و0.41% من الهسبانيون أو اللاتينيون من أي عرق.
بلغ عدد الأسر 384 أسرة كانت نسبة 38.5% منها لديها أطفال تحت سن الثامنة عشر تعيش معهم، وبلغت نسبة الأزواج القاطنين مع بعضهم البعض 40.1% من أصل المجموع الكلي للأسر، ونسبة 28.9% من الأسر كان لديها معيلات من الإناث دون وجود شريك، بينما كانت نسبة 3.6% من الأسر لديها معيلون من الذكور دون وجود شريكة وكانت نسبة 27.3% من غير العائلات. تألفت نسبة 25.5% من أصل جميع الأسر من عدة أفراد يعيشون في نفس المنزل ونسبة 14.8% كانت تتألف من شخص يعيش بمفرده يبلغ من العمر 65 عاماً أو أكثر. وبلغ متوسط حجم الأسرة المعيشية 2.57، أما متوسط حجم العائلات فبلغ 3.07.
بلغ العمر الوسطي للسكان 33.9 عاماً. وكانت نسبة 29.4% من القاطنين تحت سن الثامنة عشر، وكانت نسبة 10.5% بين الثامنة عشر والرابعة والعشرين عاماً، ونسبة 23.7% كانت واقعةً في الفئة العمرية ما بين الخامسة والعشرين والرابعة والأربعين عاماً، ونسبة 20.5% كانت ما بين الخامسة والأربعين والرابعة والستين، ونسبة 15.9% كانت ضمن فئة الخامسة والستين عاماً فما فوق. يوجد لكل 100 أنثى 77.8 ذكر، ويوجد لكل 100 أنثى في الثامنة عشر من عمرها فما فوق 65.2 ذكر.
بلغ متوسط دخل الأسرة في البلدة 24,318 دولارًا، أما متوسط دخل العائلة فبلغ 29,612 دولارًا. وكان متوسط دخل الذكور 30,833 دولارًا مقابل 18,333 دولارًا للإناث. وسجل دخل الفرد الخاص بالبلدة 12,153 دولارًا. وكانت نسبة 31.4% من العائلات ونسبة 38.5% من السكان تحت خط الفقر، وكان من هؤلاء نسبة 56.9% تحت سن الثامنة عشر ونسبة 26.1% في الخامسة والستين من العمر وما فوق.

### تعداد عام 2010
بلغ عدد سكان كاروللتون 1,019 نسمة بحسب تعداد عام 2010، وبلغ عدد الأسر 370 أسرة وعدد العائلات 226 عائلة مقيمة في البلدة. في حين سجلت الكثافة السكانية 189.1 نسمة لكل كيلومتر مربع (489.8/ميل2). وبلغ عدد الوحدات السكنية 428 وحدة بمتوسط كثافة قدره 79.4 لكل كيلومتر مربع (205.6/ميل2).
وتوزع التركيب العرقي للبلدة بنسبة 48.97% من البيض و43.08% من الأمريكيين الأفارقة و0.10% من الأمريكيين الأصليين و3.63% من الأعراق الأخرى و4.22% من عرقين مختلطين أو أكثر و10.40% من الهسبانيون أو اللاتينيون من أي عرق.
بلغ عدد الأسر 370 أسرة كانت نسبة 32.4% منها لديها أطفال تحت سن الثامنة عشر تعيش معهم، وبلغت نسبة الأزواج القاطنين مع بعضهم البعض 31.9% من أصل المجموع الكلي للأسر، ونسبة 25.4% من الأسر كان لديها معيلات من الإناث دون وجود شريك، بينما كانت نسبة 3.8% من الأسر لديها معيلون من الذكور دون وجود شريكة وكانت نسبة 38.9% من غير العائلات. تألفت نسبة 35.4% من أصل جميع الأسر من عدة أفراد يعيشون في نفس المنزل ونسبة 15.1% كانت تتألف من شخص يعيش بمفرده يبلغ من العمر 65 عاماً أو أكثر. وبلغ متوسط حجم الأسرة المعيشية 2.29، أما متوسط حجم العائلات فبلغ 2.99.
بلغ العمر الوسطي للسكان 34.4 عاماً. وكانت نسبة 22.6% من القاطنين تحت سن الثامنة عشر، وكانت نسبة 12.7% بين الثامنة عشر والرابعة والعشرين عاماً، ونسبة 27.6% كانت واقعةً في الفئة العمرية ما بين الخامسة والعشرين والرابعة والأربعين عاماً، ونسبة 25% كانت ما بين الخامسة والأربعين والرابعة والستين، ونسبة 12.2% كانت ضمن فئة الخامسة والستين عاماً فما فوق. وتوزع التركيب الجنسي للسكان بنسبة 48.6% ذكور و51.4% إناث.

## أعلام
- كورتني تايلور
- جون إتش كيلي
- هومر نورتن